# Schoeler (Adelsgeschlecht)

Wappen derer von Schoeler

Die Familie Schoeler gehört zu den vielen bürgerlichen brandenburgisch-preußischen Familien, die auf Grund ihrer meist militärischen Verdienste im 18. Jahrhundert in den erblichen preußischen Adelsstand erhoben wurden und dann kontinuierlich bis ins 20. Jahrhundert hohe Posten in der preußischen und deutschen Armee bekleideten.
Die sichere Stammreihe der Familie begann mit dem 1672 verstorbenen Johannes Scholer, Gutsbesitzer am Ohl bei Oberwiehl, Kreis Gummersbach
Sein Nachkomme Johann Friedrich Wilhelm Schoeler, Königlich preußischer Ingenieur-Kapitain in Wesel und späterer Generalmajor, wurde von König Friedrich II. am 21. März 1769 in den erblichen preußischen Adelsstand erhoben.

## Wappen
Geviert, 1 und 4 in Gold ein beiderseits gezinnter schwarzer Balken, 2 und 3 in Blau 3 silberne Pfähle, von denen der Dritte nur bis zur Feldmitte emporreicht. Auf dem Helm befindet sich mit blau-goldenen Decken ein natürlicher Pfauenwedel.

## Bekannte Familienmitglieder
- Johann Friedrich Wilhelm von Schoeler (1731–1817), preußischer Generalmajor
- Moritz Ludwig von Schoeler (1771–1855), preußischer General der Infanterie, Stellvertreter des Kriegsministers
- Friedrich von Schoeler (1772–1840), preußischer General der Infanterie
- Friedrich Ludwig von Schoeler (1797–1869), preußischer Generalleutnant
- August von Schoeler (1798–1866), preußischer General der Infanterie
- Daniel von Schoeler (1800–1879), preußischer Generalleutnant
- Alexander von Schoeler (1807–1894), preußischer General der Infanterie, Ritter des Ordens Pour le Mérite
- Joseph von Schoeler (1834–1915), preußischer Generalleutnant
- Roderich von Schoeler (1862–1935), deutscher General der Infanterie, Ritter des Ordens Pour le Mérite
- Gisela von Schoeler, verheiratete von Bandel, verwitwete Freifrau von Chiari (1898–1971), Schauspielerin, Vorsitzende des Kreisverbandes Bad Pyrmont der Europa-Union, Trägerin des Verdienstkreuzes am Bande des Verdienstordens der Bundesrepublik Deutschland
- Sasha von Schoeler (1939–2000), Schauspielerin, geboren als Alexandra-Xenia Elizabeth Anne Marie Fiesola von Schoeler[2]
- Andreas von Schoeler (* 1948), Politiker und Manager, u. a. Oberbürgermeister von Frankfurt am Main von 1991–1995 und Parlamentarischer Staatssekretär beim Bundesminister des Innern von 1976–1982